# Acridocarpus oppositifolius
Acridocarpus oppositifolius là một loài thực vật có hoa trong họ Malpighiaceae. Loài này được R.Vig. & Humbert ex Arènes mô tả khoa học đầu tiên năm 1945.